# Cinthya Coppiano
Cinthya Zadira Coppiano León (Guayaquil, 30 de agosto de 1984) es una [[modelo (moda)|modelo] ecuatoriana.

## Primeros años
Cinthya Coppiano nació en Guayaquil, Ecuador y desde muy pequeña era muy inquieta. Estudió en el Colegio Dolores Sucre, donde se destacó por sus buenas notas llegando a estar durante varios años seguidos en el cuadro de oro y plata, además de ser elegida reina del plantel. Se graduó del colegio en 2002.

## Carrera
Cinthya Coppiano inició su carrera en la televisión cuando tenía 19 años de edad, donde condujo en 2005 el programa concurso A reventar de Canal Uno.
En 2008 ingresó a Teleamazonas, para presentar en En corto.
Luego, ingresó a TC Televisión, para formar parte del programa concurso A todo dar de TC Televisión en marzo de 2008, durante 2 meses debido a que el programa finalizó su emisión el 23 de mayo de 2008. El 3 de junio de ese mismo año, animó junto a Gabriela Pazmiño el reality de canto Fama o drama. En esa misma televisora fue parte de los programas Mega Match, De casa en casa y El dual de Calle 7, además de las telenovelas Kandela, Fanatikda y la serie Condominio.
También fue parte del programa Avispero de Gama TV.
En 2016 se une al reality Combate de Perú, de la cadena televisiva Andina de Televisión (ATV).
Coppiano concurso en el reality show de baile El gran show: segunda temporada conducido por Gisela Valcárcel, donde obtuvo el noveno puesto tras un mes de competencia.
En 2018 participó de la novela Sharon, la hechicera, donde interpreta el papel de Pilar Alavedra de Monroy.
En 2021 regresó a TC Televisión como participante de la quinta temporada del programa Soy el mejor.

## Vida personal
En 2019 inició una relación a distancia con el empresario español Agustín Prados. El 24 de abril de 2019, contrajeron matrimonio en Ecuador; la boda fue transmitida en vivo por el programa De casa en casa de TC Televisión, en el cual Cinthya fue presentadora por 6 años.[cita requerida]

## Filmografía
| Series y Telenovelas | Series y Telenovelas | Series y Telenovelas        |
| Año                  | Título               | Personaje                   |
| -------------------- | -------------------- | --------------------------- |
| 2018                 | Sharon La hechicera  | Pilar De Alavedra de Monroy |
| 2013                 | Estas Secretarias    | Patricia "Patty" Pedia      |
| 2011                 | Condominio           | Camila                      |
| 2010                 | Fanatikda            | Verónica Ramírez            |
| 2009                 | Kandela              | Minerva                     |

| Programas   | Programas       | Programas    | Programas            |
| Año(s)      | Programa        | Ocupación    | Cadena               |
| ----------- | --------------- | ------------ | -------------------- |
| 2021        | Soy el mejor    | Participante | TC Televisión        |
| 2017        | El Gran Show    | Participante | América Televisión   |
| 2017        | Juntos en Casa  | Presentadora | NexTV                |
| 2016        | Combate         | Conductora   | Andina de Televisión |
| 2016        | Qué Gusto       | Presentadora | Gama TV              |
| 2010        | Mega Match      | Conductora   | TC Televisión        |
| 2011 - 2016 | De casa en casa | Conductora   | TC Televisión        |
| 2008 - 2010 | Fama o Drama    | Conductora   | TC Televisión        |
| 2008        | A todo dar      | Conductora   | TC Televisión        |
| 2008        | En corto        | Presentadora | Teleamazonas         |
| 2005 - 2007 | A reventar      | Presentadora | Canal Uno            |

| Películas | Películas      | Películas    | Películas  | Películas          |
| Año       | Película       | Personaje    | Director/a | País               |
| --------- | -------------- | ------------ | ---------- | ------------------ |
| 2016      | El juego sucio | Protagonista | Nitsy Grau | Bandera de Ecuador |

| Teatro | Teatro          | Teatro    | Teatro  | Teatro     | Teatro             |
| Año    | Titulo          | Personaje | Género  | Director/a | País               |
| ------ | --------------- | --------- | ------- | ---------- | ------------------ |
| 2018   | Se murió parado | Mariela   | Comedia | Jeff Nieto | Bandera de Ecuador |

## Premios y nominaciones
| Año  | Premio           | Categoría                                | Canal         | Programa     | Resultado |
| ---- | ---------------- | ---------------------------------------- | ------------- | ------------ | --------- |
| 2005 | Premios ITV 2005 | Mejor Animadora Concurso                 | Canal UNO     | A reventar   | Nominada  |
| 2006 | Premios ITV 2006 | Mejor Animadora Concurso                 | Canal UNO     | A reventar   | Nominada  |
| 2007 | Premios ITV 2007 | Mejor Animadora Concurso                 | Canal UNO     | A reventar   | Nominada  |
| 2008 | Premios ITV 2008 | Mejor Animadora de Concursos             | TC Televisión | Fama o drama | Nominada  |
| 2009 | Premios ITV 2009 | Mejor Animadora de Concursos             | TC Televisión | Fama o drama | Nominada  |
| 2010 | Premios ITV 2010 | Mejor Animadora de Concursos             | TC Televisión | Fama o drama | Nominada  |
| 2012 | Premios ITV 2012 | Mejor Animadora de Programa de Concursos | TC Televisión | Mega Match   | Nominada  |